# Castor 120

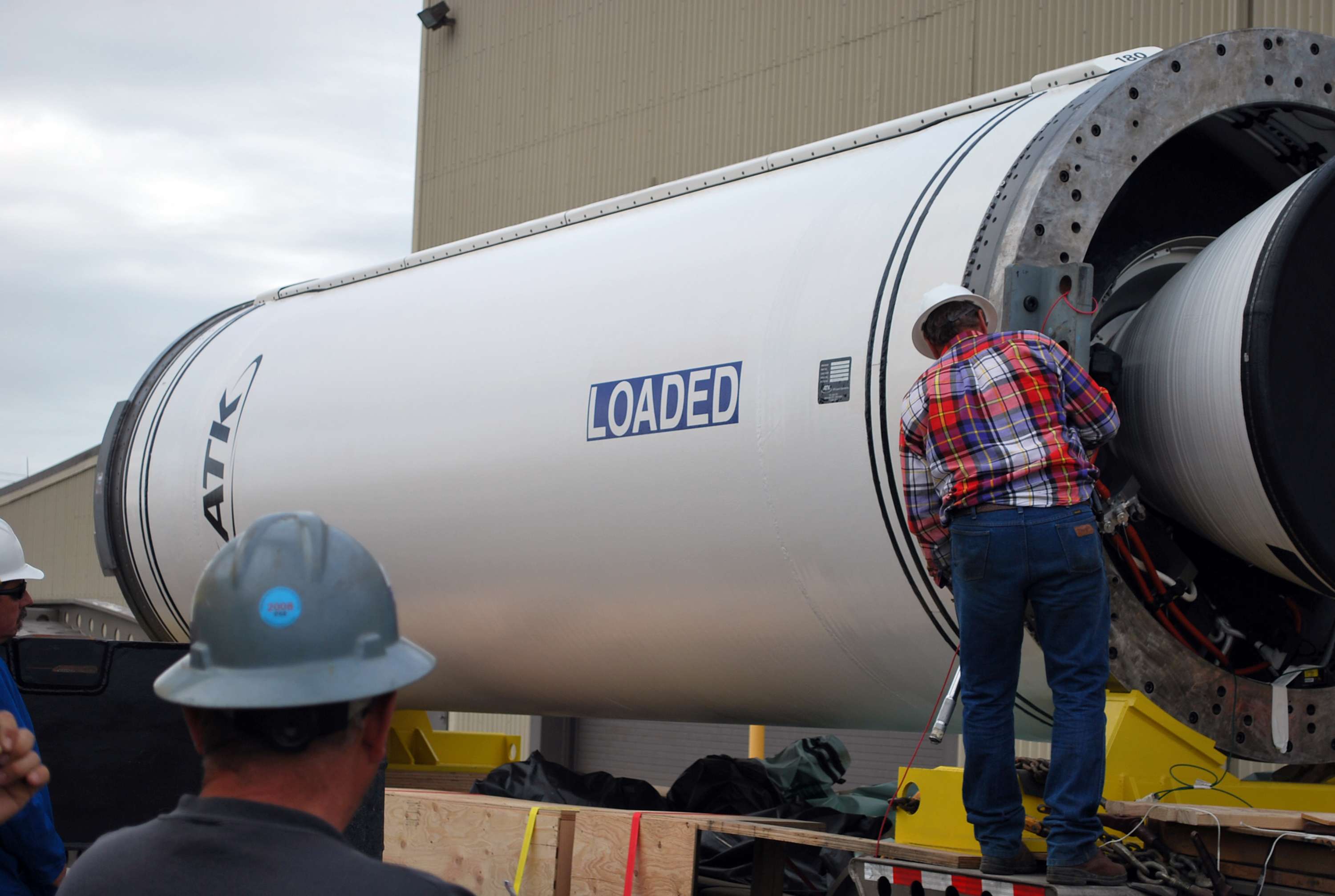
Um Castor 120 que vai ser usado como primeiro estágio de um foguete Taurus XL.

Castor 120 é um foguete estadunidense fabricado pela Thiokol e usado como primeiro estágio nos foguetes da família Taurus e Athena.
O Castor 120 preenche a lacuna de potência entre o Castor 4A e os foguetes maiores e segmentados. Dispõe de controle vetorial de empuxo, de até 5,5 graus de amplitude.